# 瑞典毛瑟步枪
瑞典毛瑟系列步枪是基于毛瑟早期1893型步枪的改进型槍族，使用6.5×55毫米瑞典子弹，并根据瑞典的要求融入了独特的设计元素。  由M/94（1894型）卡宾枪、 M/96（1896型）长步枪、 M/38（1938型）短步枪和M/41（1941型）狙击步枪構成。  生产在1898年于瑞典埃斯基尔斯蒂纳的卡尔古斯塔夫兵工廠开始。
除试验型號外，所有瑞典毛瑟枪都使用6.5毫米瑞典子弹。所有的槍支出廠前都要經過一发高壓弹的测试，其壓力约为455 MPa（65,992 psi）或55,000 CUP。 瑞典毛瑟枪曾由德国奥伯恩多夫的毛瑟軍工股份公司、瑞典的卡尔古斯塔夫兵工廠和胡斯瓦纳兵工股份公司，總共三家制造。 該槍无论在德国或瑞典，都以瑞典特供的镍、铜、钒合金高级工具钢制造。这种鋼材以强度和耐腐蚀性而闻名。
該枪与其他G98之前的毛瑟步枪一样，缺少位于枪栓后部的第三个保险凸耳（該凸耳與機匣對應的座位鉚合,避免在前兩個凸耳折斷的情況下槍機向後飛出傷人），并且采用“cock-on-closing”機構（类似于李-恩菲尔德），而不是G98和現代手動步槍的“cock-on-opening”。 两个前凸耳與直径为33 mm（1.30英寸）的前机匣环鉚合以達成閉鎖 。不可拆卸的弹匣通过将子弹由頂部按入或以五發的弹夹裝填，彈夾插入后方导轨中固定，装填完毕后，枪栓关闭时空彈夾弹出。 为了方便用彈夾装填，在机匣顶部的左后方有一個半圓形的切口，以便將子彈按入彈匣。這種設計首創于瑞典槍，而繼承于後繼的每一種毛瑟槍。

## m/1892步枪和卡宾枪

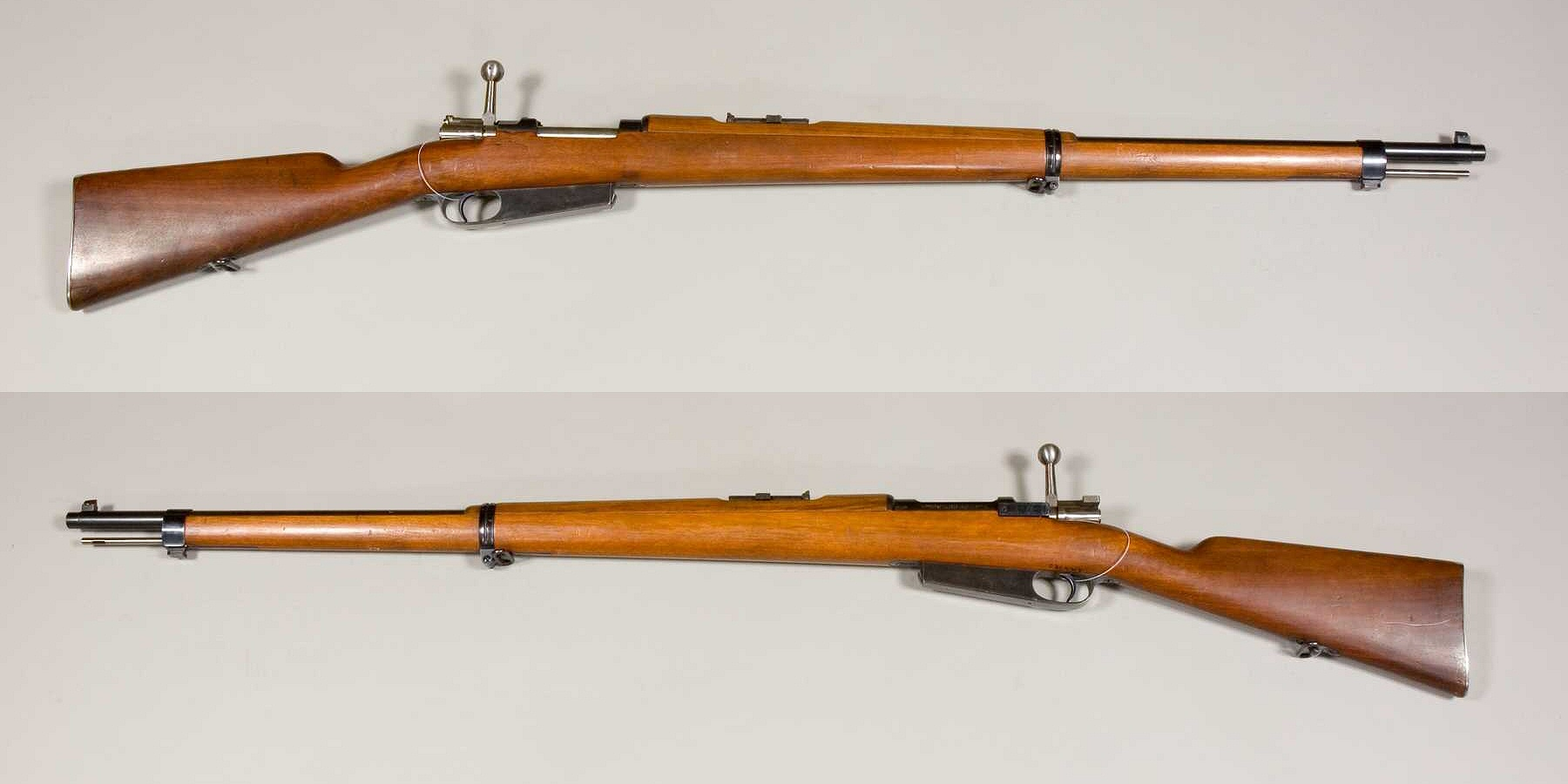
毛瑟m/1892 长步枪采用8×58mmR 丹麦口径，这是当时瑞典的制式步枪口径

提交瑞典试验的m/1892毛瑟步枪和卡宾枪是基于m/1889比利时枪，m/1890土耳其枪和m/1891阿根廷枪的元素而设计的。仍運用单排弹匣，但具有（後來）毛瑟1893型的许多改进。西班牙少量採購了這種步槍，用于7.65毫米和新型7毫米子弹的部队试验。现存的瑞典测试枪有两种口径，一种是瑞典1889年采用的8×58毫米子弹，另一种是6.5毫米口径。 

## m/1894卡宾枪

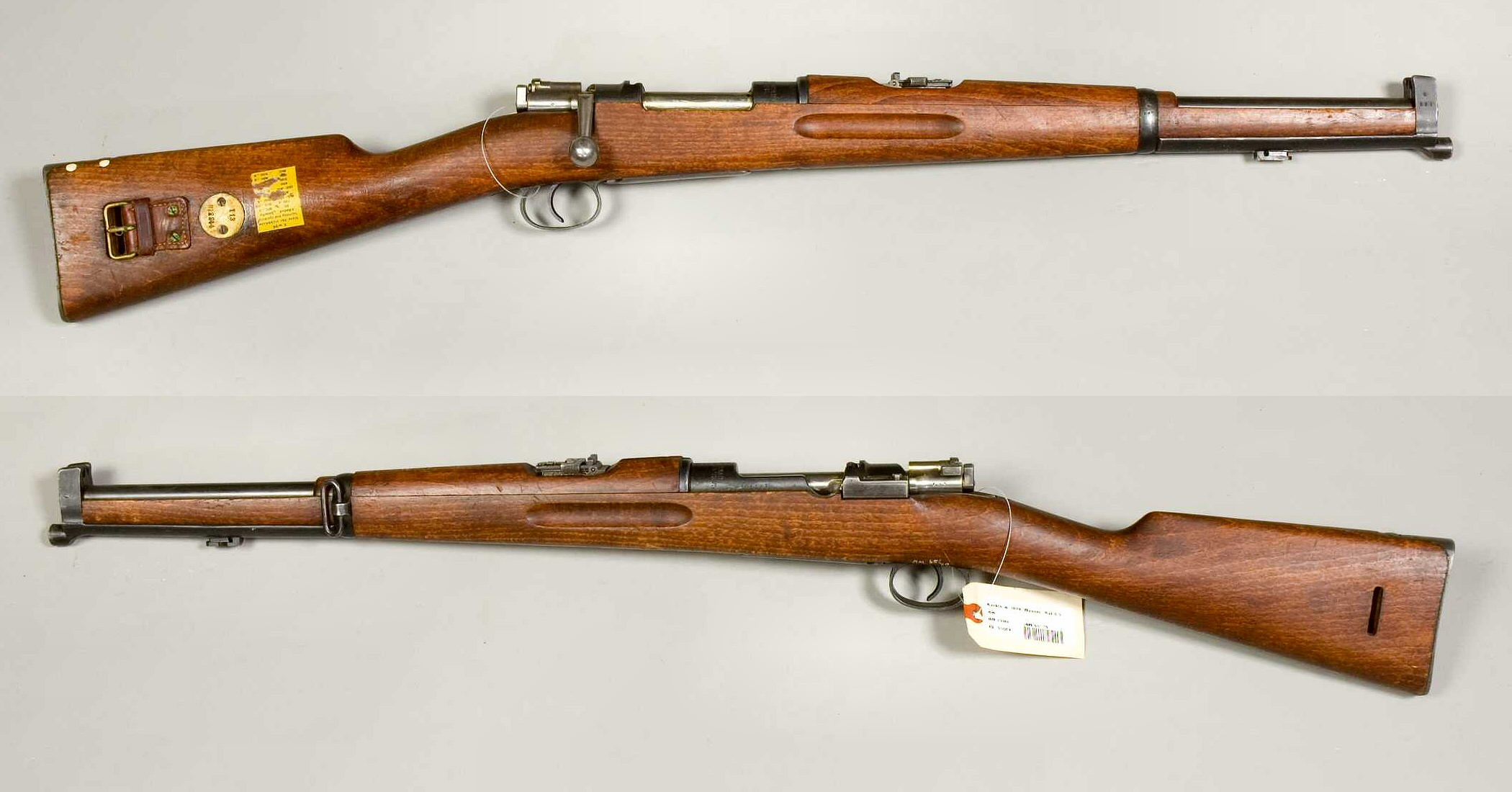
6.5 毫米 Karbin m/1894（带刺刀座的 m/1894-14）

m/1894卡賓槍（也稱騎槍）的結構与西班牙的M1893类似，于1894年被采用，首批12,000支卡宾枪由德國的毛瑟武器制造厂生产。毛瑟厰的卡宾枪全部于1895年生产，並且毛瑟的制造商“路德维希·洛威公司”也提供了少量1895年造的备用机匣。其中一些备用机匣隨後用於製造正常序列的m/1896步枪。据推测，这些是替换機匣，抹去原號后打上了原本步槍的號碼，但由于迄今为止发现的数量极少，这一点尚未证实。
特許生产自1898年在瑞典開始（卡尔·古斯塔夫准备生产的過程最後在歷史上留下了一筆，因为它促使了塊規的發明）。在瑞典的批量生产一直断断续续地持续到1918年，少量生產則一直持續到1929—1932年。1918年達到的最高序列号为111,002。m/94卡宾枪具有独特的序列号區塊，以1开头。迄今为止记录的最高数字是1932年的113,150。在1902、1905、1908、1909、1910、1911、1912和1913年没有製造任何卡宾枪。推測可知，自1918年常规生产结束到1932年，生产的卡宾枪数量约为2,150支。
毛瑟在1894年至1896年间生产了12,000支卡宾枪，而卡尔古斯塔夫在1895年至1933 年间生产了115,000支，总计生产了127,000支。一些卡宾枪因被改装成火炮的次口径瞄准和练习装置而消失。 
卡宾枪的照門射程为200至1,600米（219至1,750 yd）。

### 衍生型
m/1894-14：該槍槍口有钢制的枪口部件，与 No.1 Mk3李恩菲爾德类似，枪口下方有一个突出的圓柱，用于安装刺刀。94-14卡宾枪配备两種刺刀。最常见的是m/1914长刺刀。第二种是刀刃很长的m/1915 海军刺刀，刀刃朝上。
m/1894-67 ：該種是m94卡宾枪经过改装后使用m/1867 Yataghan刺刀。修改的項目包括在槍口帽上加工出一個缺口并在枪管上安装帶刺刀座的襯套。修改的数量未知，可能不到100支。其中有几支在美国出现，还有一支在荷蘭。
Skolskjutningskarbin：字面意思是“学校射击卡宾枪”）。这种卡宾枪是为瑞典的学生训练制造的。所有学校卡宾枪的機生產日期均为1901 年。该型号在几个方面与标准m/1894卡宾枪有所不同：序列号以 S 为前缀，从 S.1 到 S.1161或更高幾號。枪栓為直手柄，背带环位于枪托底部，就像 M/1896 步枪一样。没有刺刀座。许多此类卡宾枪被重製为标准 m/1894-14卡宾枪，有一支被重製为CG63靶槍。
Kammarkarbin：也称为“画廊卡宾枪”。序列号一概以K为前缀，生产总数未知。已知的最高序列号为 K.193，目前在美国由私人收藏，瑞士也發現一支。卡宾枪 K.91现藏于瑞典卡尔古斯塔夫工厂博物馆。与标准 m/1894卡宾枪的其他区别包括枪托被染成黑色。由于專門為该卡宾枪设计的专用弹药子弹独特（初速慢），因此其膛线缠绕率大约比普通枪快4倍。迄今为止只觀察到1898年和1901年的產品。
1894/96堡垒卡宾枪：另一种变型，生产数量和生产年份均不详。这款卡宾枪与标准型m/1894非常相似，只是背带硬件不同。这款卡宾枪使用与學校卡賓槍相同的背带環，环位于枪托底部而不是侧面。与M/1896步枪相比，环位于枪托握手上更靠近扳机护圈的位置。
武器军官卡宾枪：这些标准卡宾枪是由武器军官作为训练的一部分手工打造的。這些槍没有序列号，而是以武器軍官的姓名作为“序列”标记。大部分零件都标有军官姓名的两个字母，有些部分还标有+号。这些卡宾枪是最有收藏价值的種類之一。
斯德哥尔摩宫的皇家卫队至今仍在使用 m/1894卡宾枪。

## m/1896长步枪
6.5×55 毫米的96型步枪(6,5mm Gevär m/96)于1896年裝備步兵，取代了8×58毫米R的雷明顿 1867-1889型滚动閉鎖步枪。瑞典的卡尔·古斯塔夫斯公司于1898年开始特許生产，但由于从德国向瑞典运送的生产机器有所延誤，毛瑟公司在1899年和1900年又生产了更多的步枪。 
在卡尔·古斯塔夫斯的批量生产持续到1925 年，而胡斯瓦纳在第二次世界大战期间制造了大约 18,000支m/96步枪，用于民用射击训练。
毛瑟公司在1899年至1900年间生产了40,000支长步枪，卡尔·古斯塔夫在1896年至1932年间生产了475,000支，而胡斯瓦纳在1942年至1944年间生产了20,000支。总计535,000支步枪。 
m/96步枪使用三角形準星和V形缺口照門。標尺折叠時刻度从300至600米（328至656 yd），以100米（109 yd）為增量。立起后射程為700至2,000米（766至2,187 yd） 。機械准具与圆头彈的弹道匹配。步枪手只在有士官命令下才會立起標尺——極端射程只適用于打排槍。 从 1941年起，瑞典裝備了船尾尖头彈的6.5×55毫米m/94-41子彈，因此步槍改換了正確高度的新型矩形準星，并且照門改爲U形缺口，以匹配新制式子弹更平坦的弹道。

## m/1938短步枪

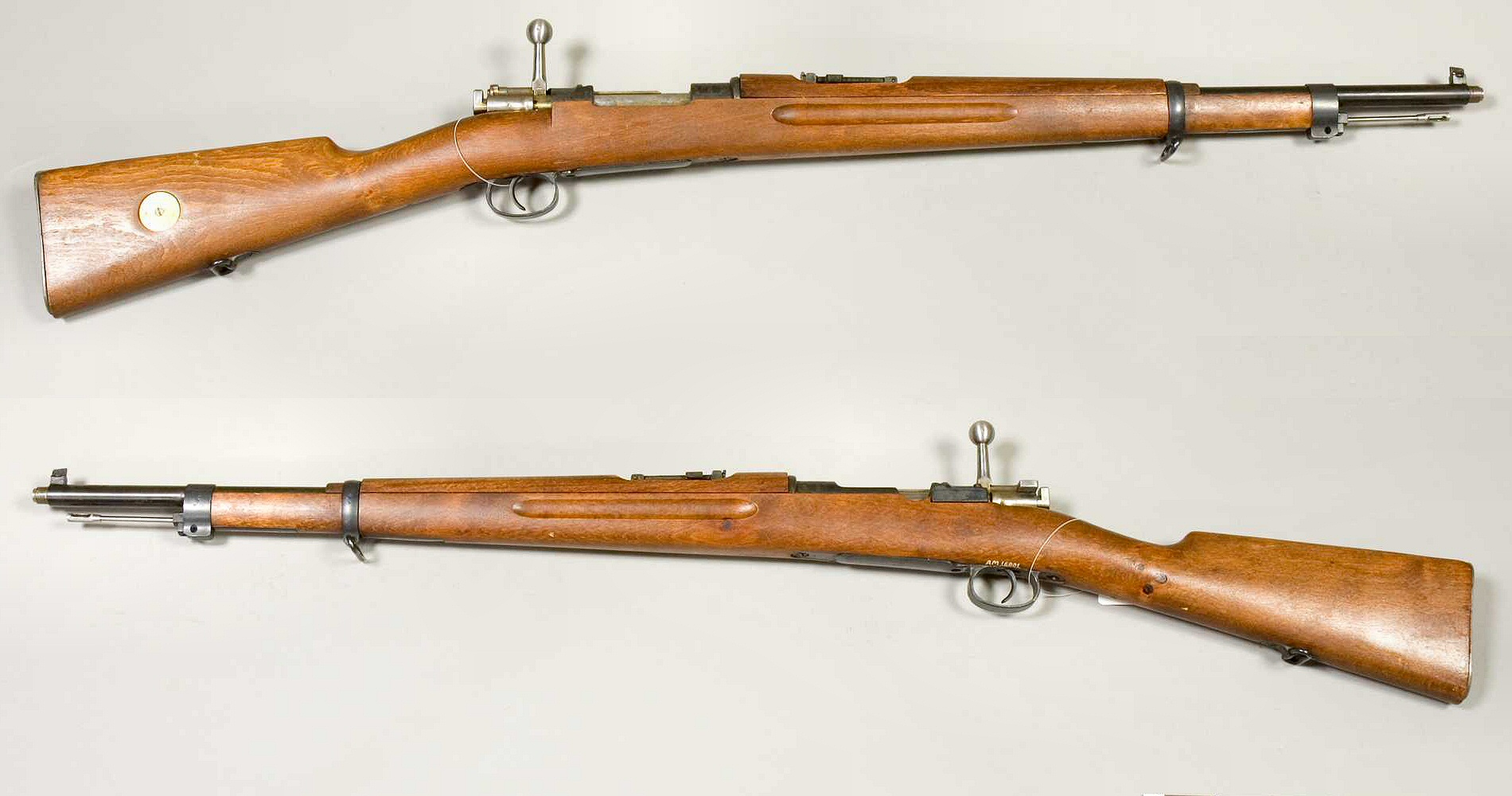
6.5 毫米 Gevär m/1938。缩短型步枪 m/1896，1938-1940 年间重造。

1938年，瑞典追隨軍火界的潮流而定型了38型步枪（6,5mm Gevär m/38)。自一戰起，各國漸漸青睞于一種介於長步枪和骑枪之間長度的步槍。譬如毛瑟98k 型步枪、短弹匣李-恩菲尔德 I Mk III 型步枪、MAS-36 型步枪和M1903 型斯普林菲尔德步枪等都明显比标准的1900年左右的步兵步枪短。随着另一场战争的端倪漸現，瑞典人考慮到机械化部队和海军，決定采用更短的步枪。
最初的M/1938步枪（I 型）是由M/1896步枪改装而成，枪管被缩短了139 mm（5.5英寸）并且保留原先的直槍栓手柄。收藏家们通常将这些步枪称为“m/96-38”步枪，但这种改装从未有官方名称。 大多数专门制造的m/1938（II 型）都有向下彎的枪栓手柄，由胡斯瓦纳生產直到1944 年。不过，瑞典军队并未對這兩種进行区分。 
1938年至1940年间，卡尔·古斯塔夫將55,080支m/1896 长步枪改装为短步枪。除此之外，胡斯瓦纳在1942年至1944年间生产了88,150支。总计143,230支短步枪。
该系列的两个子型号都配备了由Svenska于1936年设计的更简单、射程更短的標尺，轉動一個水平的螺母而升降的片狀照門（类似千分尺）。 由老式m/96步枪改装而成的短步枪的標尺范围为250至600米（273至656 yd） ，适用于6.5×55mm m/94 圆头弹（B 弹）。新型m/38短步枪的標尺，取決於彈藥，圓頭彈可调节范围为100至600米（109至656 yd），尖頭彈為150至600米（164至656 yd）。两种標尺均以50米（55 yd）增量調節。

## m/1941和m/1941B狙击步枪

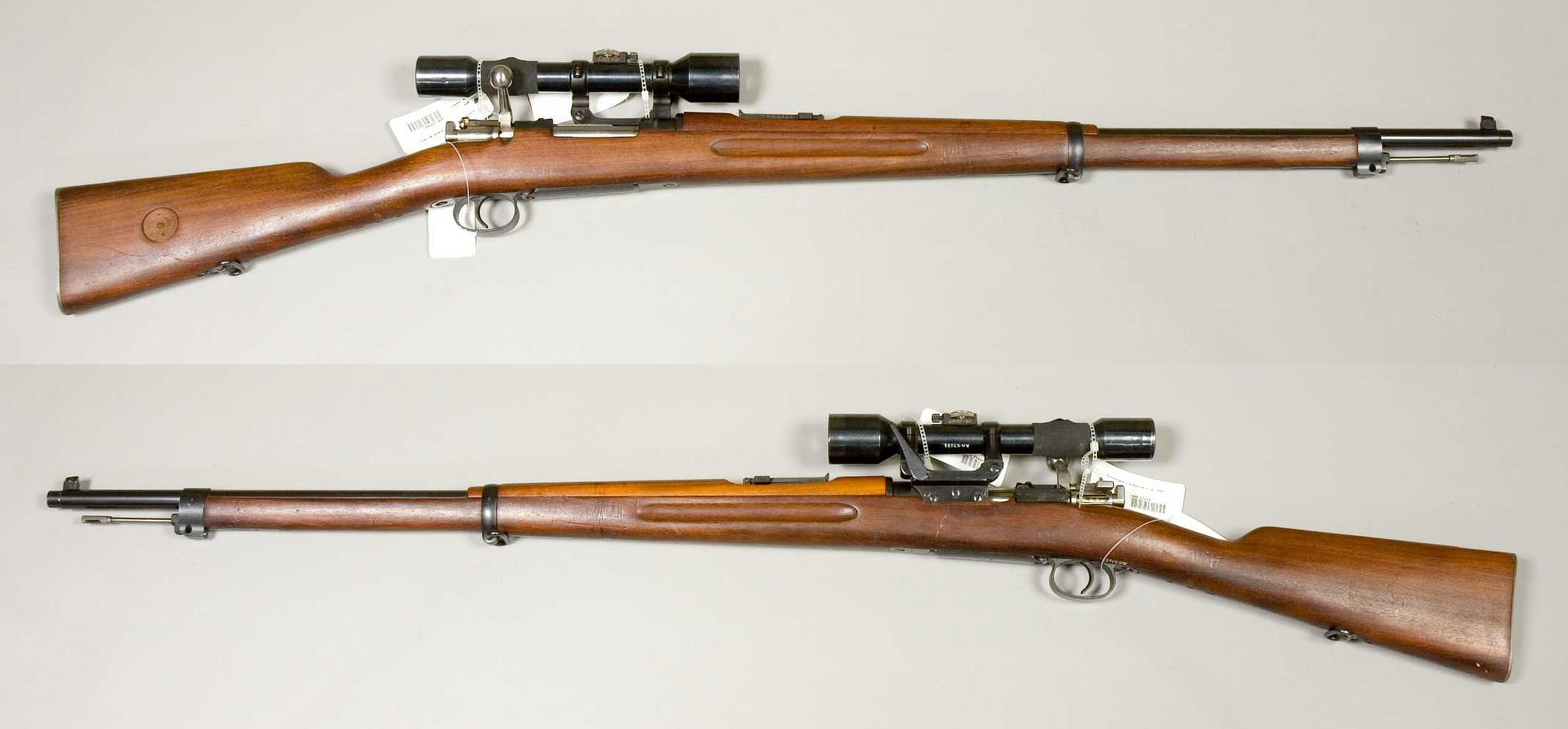
6.5 毫米 Gevär m/1941 狙击步枪。

m/1941狙击步枪是1941年至1943年间从现有库存中挑选出来最精確的m/1896 步枪，交由卡尔·古斯塔夫改装成的狙击步枪。这项对约5,300支步枪进行的改装包括将枪栓手柄向下彎曲，以便安装瞄准镜，和不妨礙瞄準鏡的保险。最初安装的瞄準鏡是德国AJACK 4×90 m/41望远镜。AJACK 4×90 在100至800米（109至875 yd）範圍内以50米（55 yd）進度調節射程 。  然而，由于战争形势的恶化，德国在向瑞典交付了4,000套瞄准镜后就停止了向瑞典的出貨。瑞典轉而使用了国产Svenska制造的AGA 3× m/42 和 3× m/44瞄准鏡。  
二战后的1955年，这些武器被翻新至m/1941B标准。这包括安装于导轨上，防止制动杆过度拧紧的止动螺钉，瞄準鏡座所覆盖的序列号现在被抄錄出來，以及瞄準鏡座固定螺絲從鎖定螺絲改用鉚定。片狀標尺被微調標尺取代。所有的m/42望远镜瞄准镜（密封性存在问题，可能起雾）和大多数m/44望远镜瞄准镜都被AJACK 4×90望远镜瞄准镜取代。  

## 二战期间芬兰军队使用的瑞典毛瑟枪

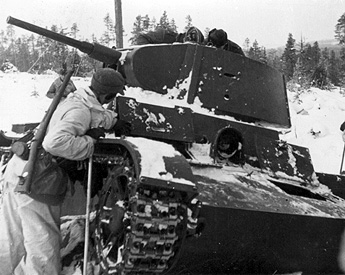
芬蘭。冬季战争期间，瑞典志愿者在被摧毁的苏联坦克後，携带一支M/94卡宾枪。

1940年，芬兰从瑞典购买了77,000支6.5×55毫米M/1896毛瑟枪。它们主要被二线部队使用。 芬兰在二战中使用的毛瑟枪上打了SA（Suomen Armeija = 芬兰军队）字樣，周围是圆角正方形的印。該印為後來收藏家辨識芬蘭戰場毛瑟槍的重要證據之一。二战结束后，大多数步枪回到了瑞典，但有一些仍留在芬兰。 

## 除役
从20世纪50年代开始，m/1894卡宾枪、m/1896和m/1938步枪逐渐从瑞典军队中退役，但狙击型步枪一直使用到 20 世纪 80 年代初。在20世纪40年代，Ag m/42半自动步枪部分取代了它們。後來，在20世纪 60年代，新裝備的Ak 4战斗步枪最終取代了上述幾種槍械。然而直到1983年，一些后方梯队后勤部队仍然装备m/1896。最后一支使用 m/1941(B) 狙击步枪的部队是Hemvärnet（本土卫队），他们于1995年換裝為裝備Hensoldt 4×24瞄准镜的Ak 4OR步枪。m/1894騎枪仍被皇家卫队用于礼仪和警卫用途。

## 民用
军用步枪射手和猎人都相當追捧m/1896和m/1938步枪。6.5×55mm是一种理想的全能猎枪子弹，它的弹道平直、后坐力小、精度高。澳大利亚、新西兰、加拿大、英国、美国和南非的许多軍用瑞典毛瑟都被改装（改為民用槍的樣子，即鋸短前護木，槍管，或更換新的槍托等）成打獵（鹿或类似的猎物）步枪。许多枪支制造商，包括SAKO 、鲁格和温彻斯特，都生产这种口徑的新型猎枪。

## 以瑞典毛瑟枪机为基础制造的民用步枪

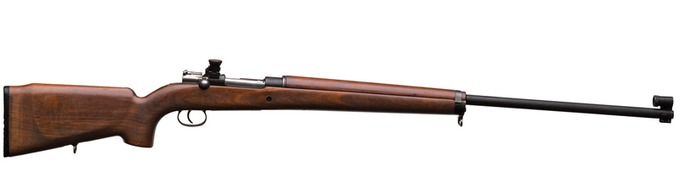
CG 63 竞赛/靶枪

第二次世界大战后，当軍剩的瑞典毛瑟枪充足时，许多 m/1896和 m/1938步枪被卡尔·古斯塔夫和诺玛改装成CG 63竞赛/瞄准步枪，发射 6.5×55 毫米或7.62×51 毫米 NATO弹。瑞典陆军也曾經采购過一批CG 63比赛步枪，其中6.5×55毫米的称Gevär 6，而7.62×51毫米的则称Gevär 7。这些竞赛/靶枪由瑞典志愿射击运动Frivilliga Skytterörelsen (FSR) 的成员使用，以极高的精准度和实惠的价格而闻名。FSR 致力于将参加射击活动的成本保持在一個合理的水平，因此 FSR的規則限制了对非常昂贵的高度专业化的射击步枪、弹药和其他装备氾濫的使用。CG 63步枪基于瑞典毛瑟枪机匣制造，安装了新型重型、无阶梯式自由浮动式靶槍枪管。从撞針上移除了拇指按壓片，以縮短锁定时间，即扣動到擊發的時間差。扳机调整為比賽級，且裝配比賽級“目標孔”式瞄具（来自不同的几家瑞典制造商）和靶槍槍托。 CG 63 後來进一步发展为CG 73 / CG 74，也称为m/74，最後又发展为CG 80靶枪。  CG靶槍滿足，並且隨著FSR射击项目规定技術標準和尺寸的改變而发展。从20世纪末开始，FSR開始允许使用不基于瑞典毛瑟機構的靶枪。

胡斯瓦纳还生产了m/1894和m/1896运动步枪版本，称为Model 46（以及變型Model 46A、46AN和46B），口径为6.5×55毫米、9.3×57毫米和9.3×62毫米。二戰後，他们使用没有拇指槽（即彈夾裝填用的拇指槽）的m/96和m/38機構来製造640型（以及系列，646为6.5×55毫米，648为8×57毫米，649为9.3×62 毫米）。这一系列槍不應与後期使用FN M98機構生产的 Model 640混淆。Stiga也制作了流行口径的运动步槍版本，其做工非常精致且重心恰當。

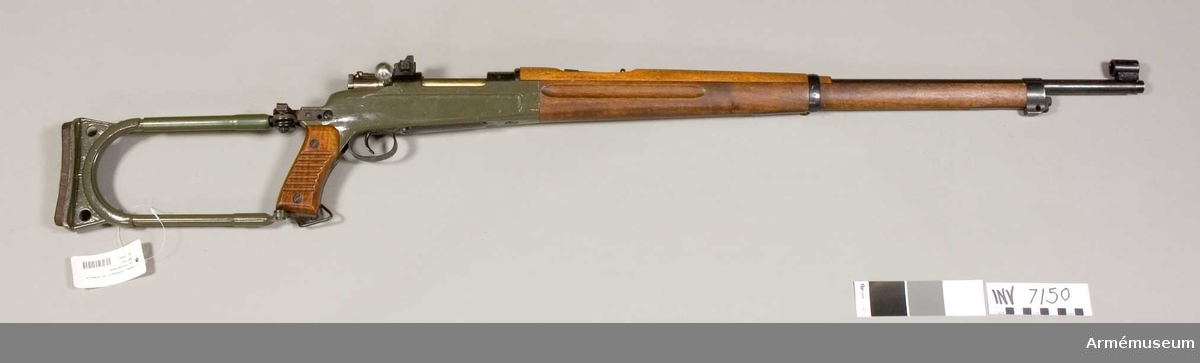
毛瑟 m/1896冬季兩項步槍，6.5×55 毫米。
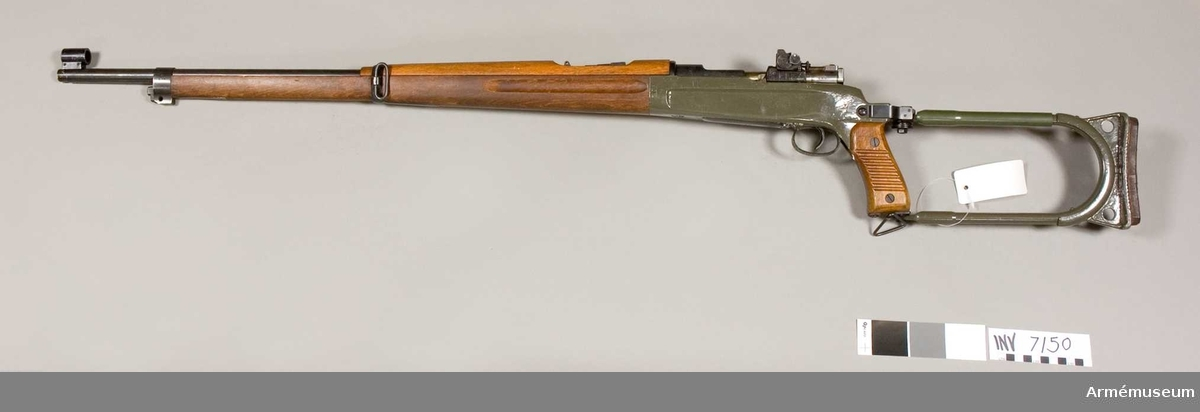

## 使用者
- 瑞典
- 芬兰[18]
- 盧森堡[20]:24
- 丹麦[20]:26
- 挪威[20]:26
- 泰國
- 冰島

## 圖冊

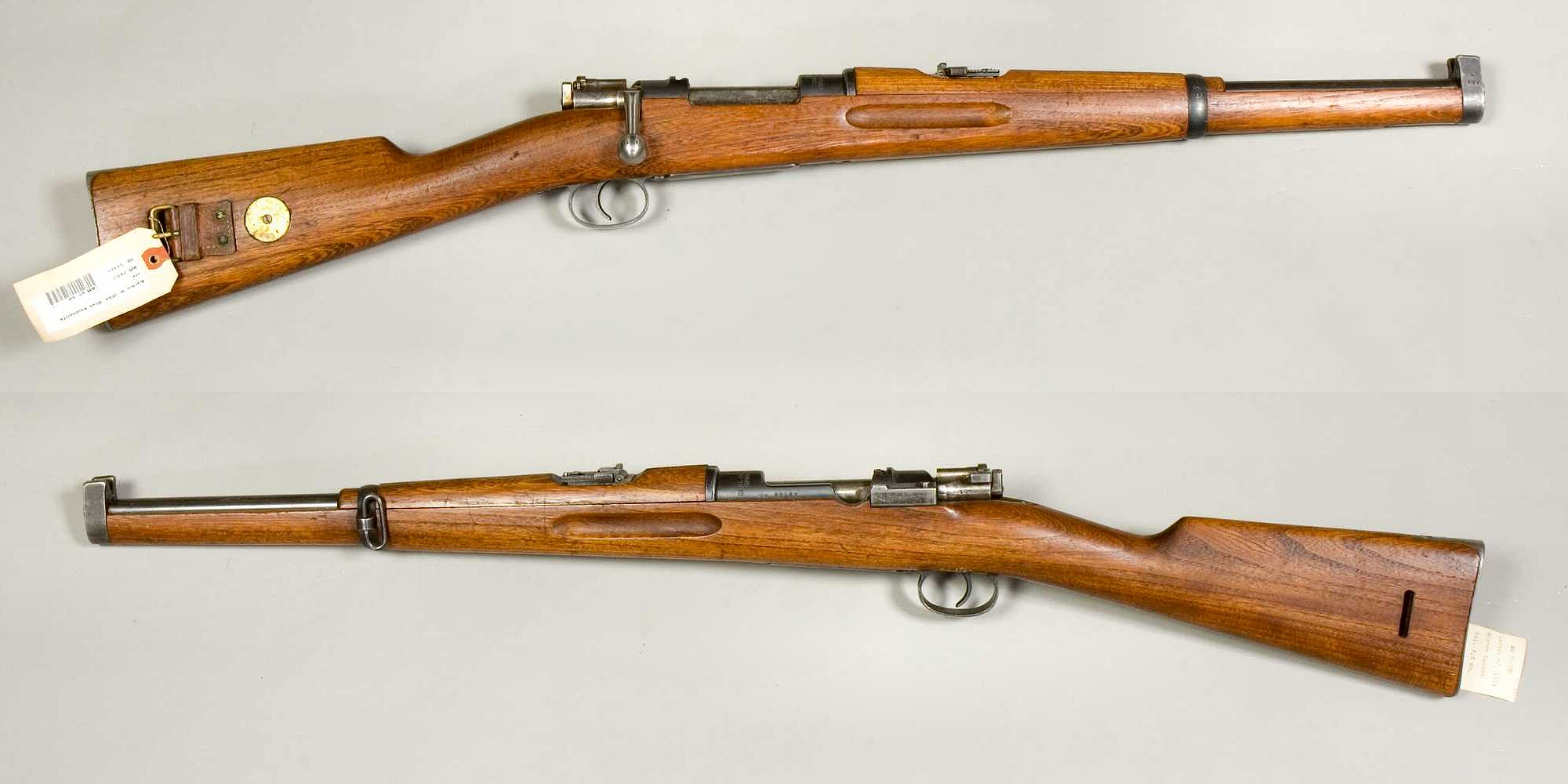
Karbin m/1894，原始型号，无刺刀座
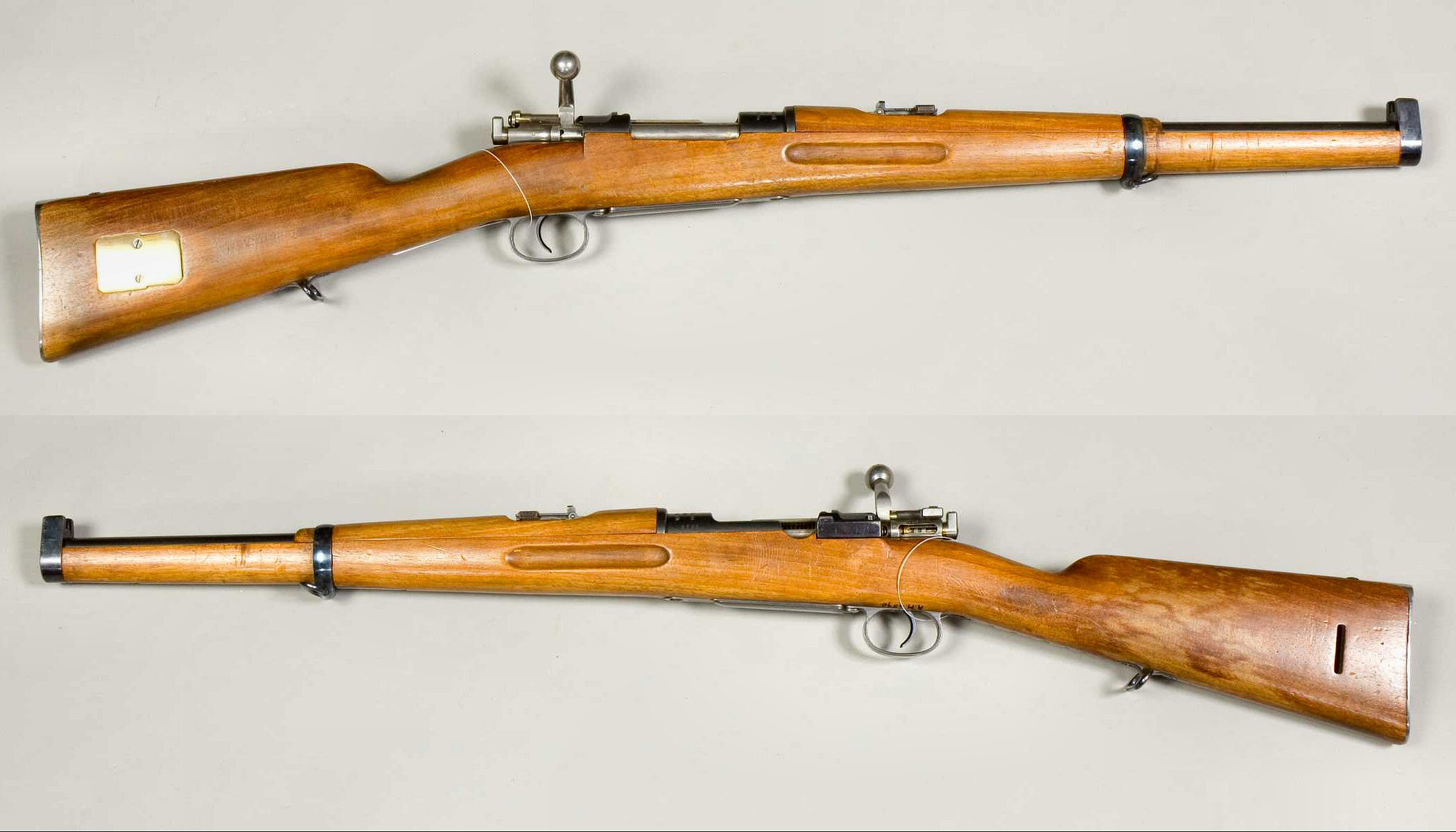
工程兵团的Karbin m/1894-96（无刺刀座、步枪式背带扣）
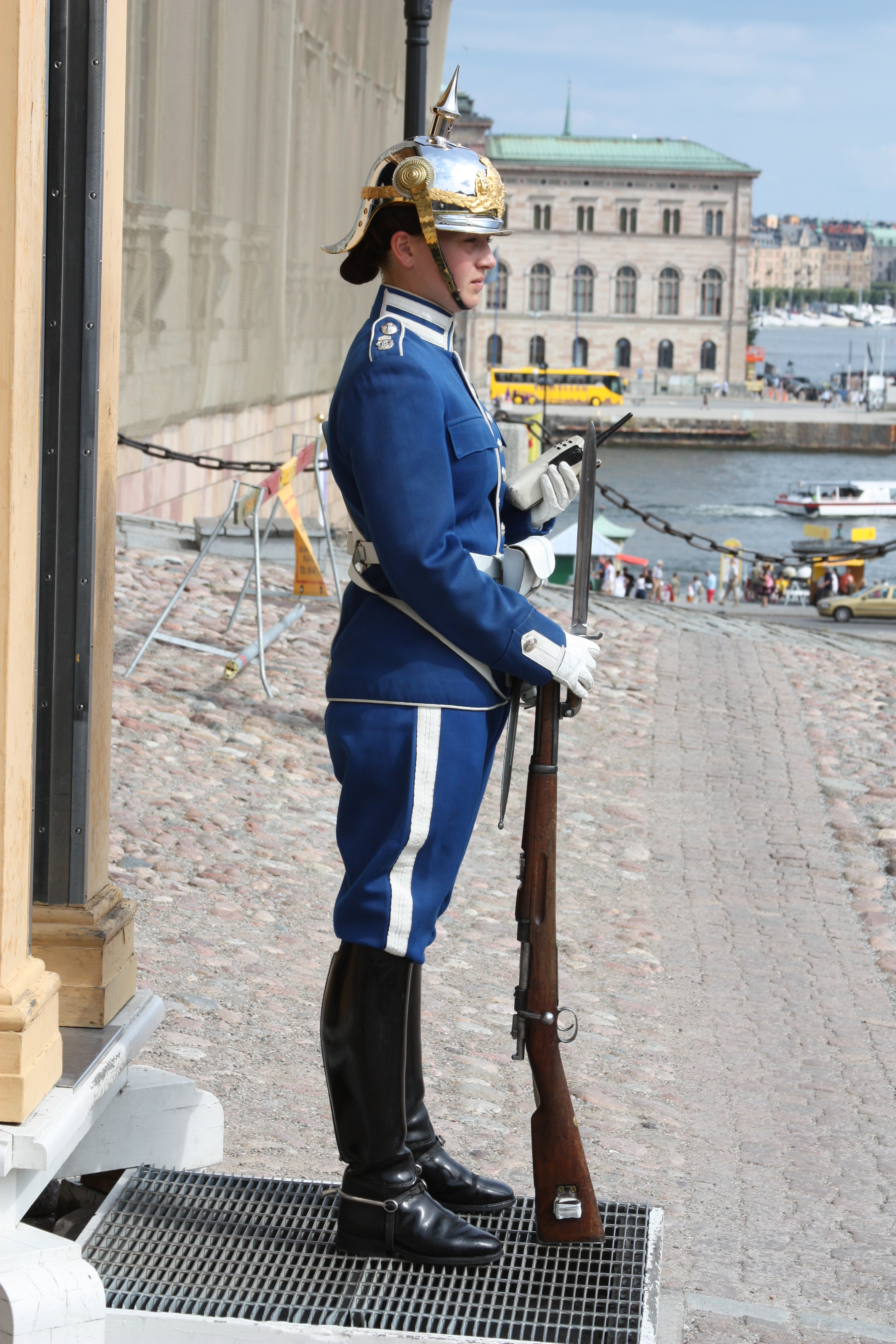
2009年，皇家卫队（礼仪性地）使用 Karbin m/1894。
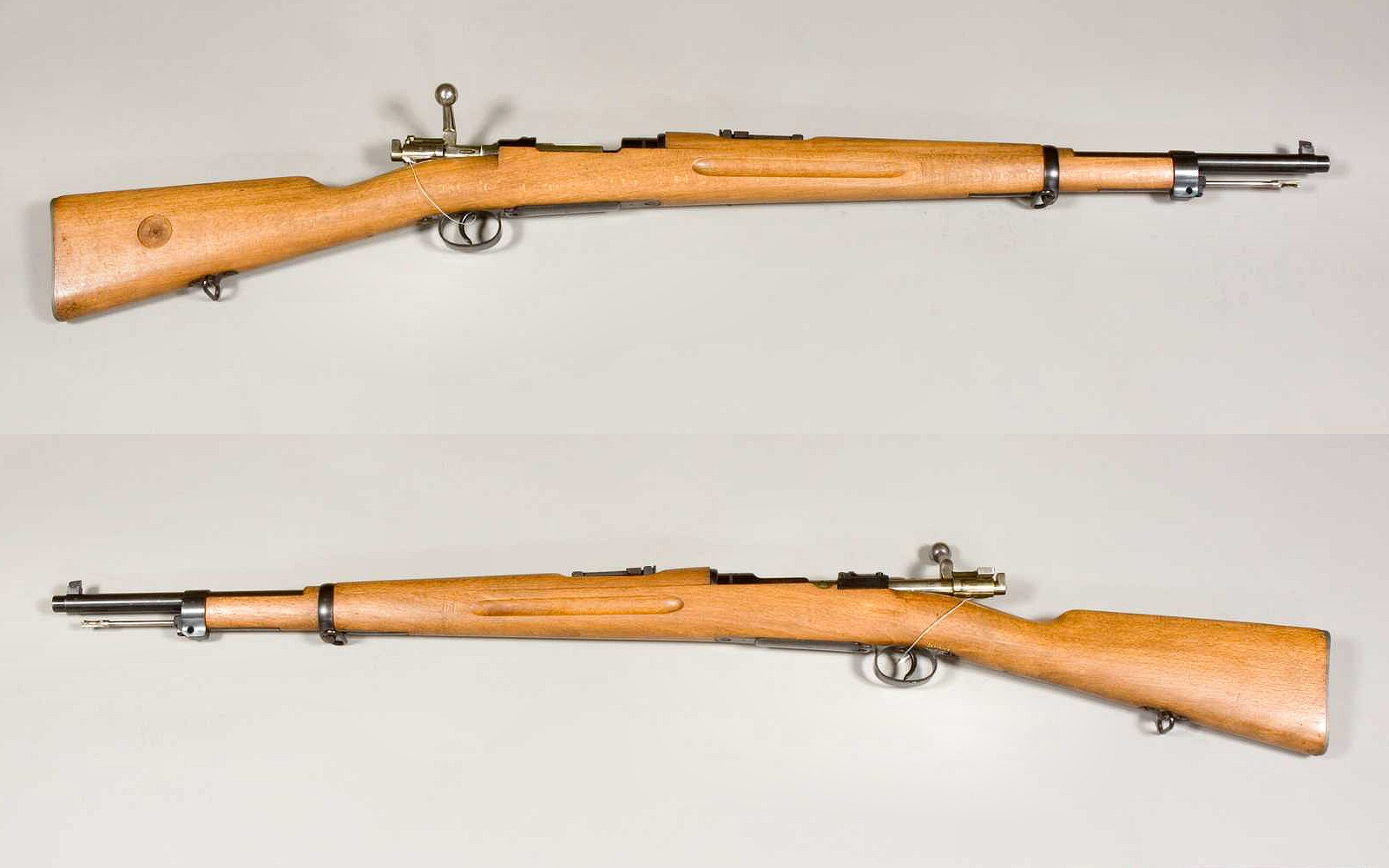
Gevär m/1938专用m/1938（II 型），配备向下彎的槍栓柄
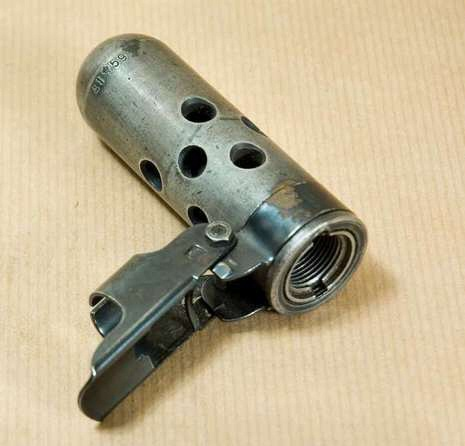
瑞典毛瑟 m/1896B和m/1938B空包弹发射附件 (BFA)
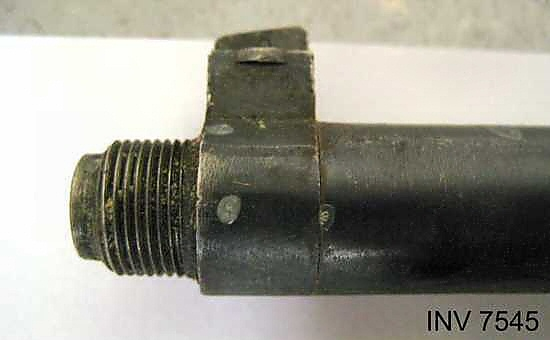
空包弹发射器的枪口螺纹
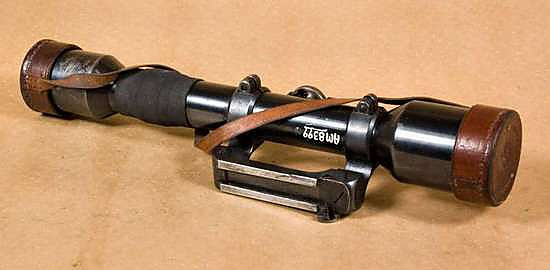
步枪瞄准镜 m/1941 (ZF AJACK 4×90）用于m/1941狙击步枪
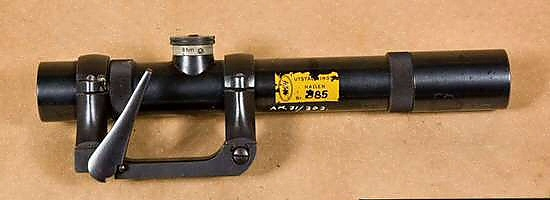
步枪瞄准镜 m/1944 (AGA 3×65）用于m/1941狙击步枪
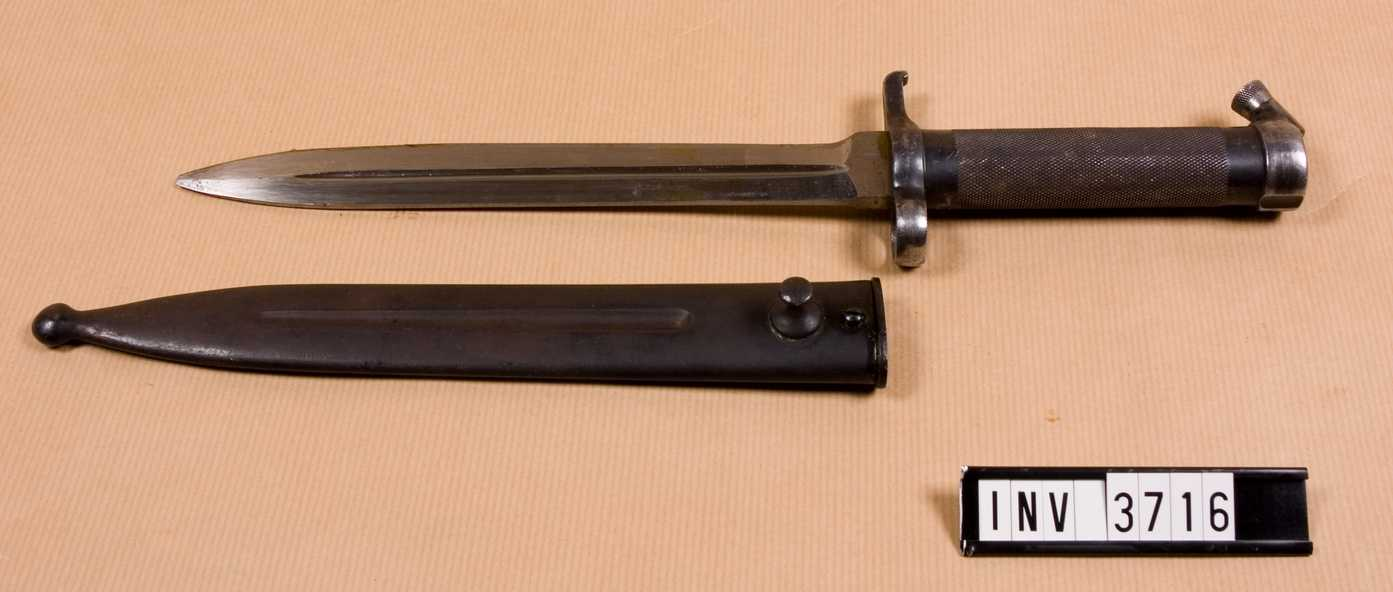
刺刀 m/1896，适用于 m/1896和m/1938 步枪（总长度 330毫米／13寸）
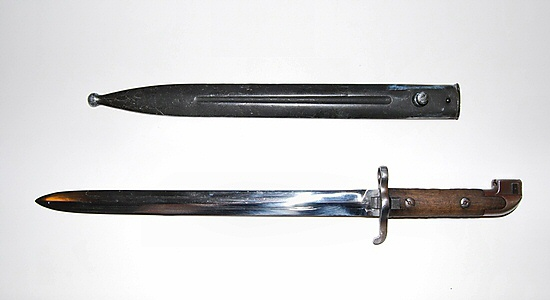
刺刀 m/1914 适用于 m/1894-14 卡宾枪 (总长度 460毫米／18.1寸）
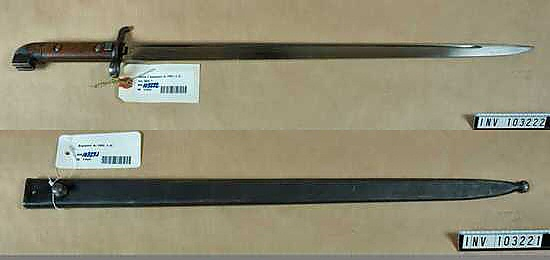
瑞典皇家海军 m/1894-14 卡宾枪用刺刀 m/1915（总长635毫米／25寸）
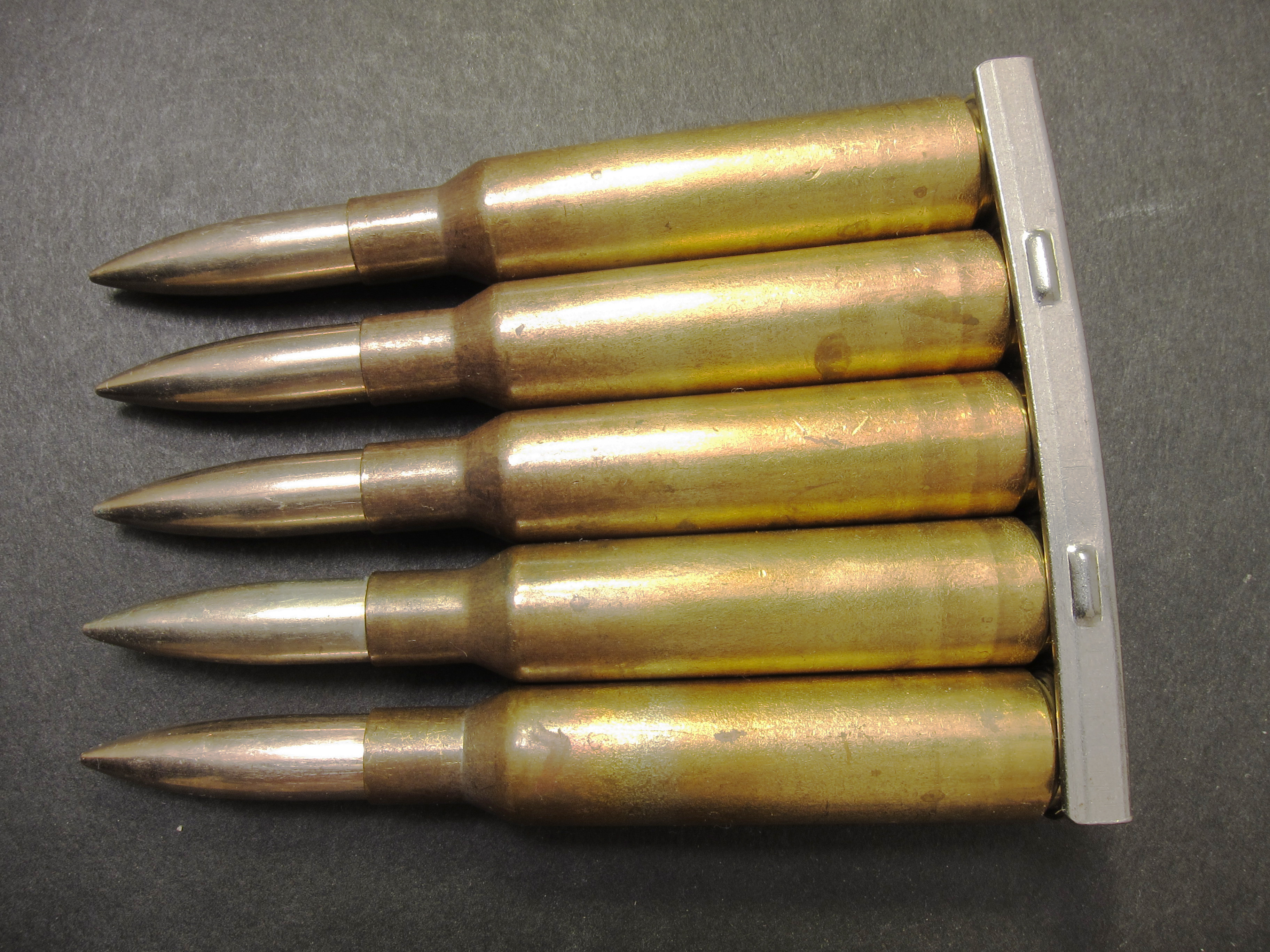
1976年瑞典造6.5×55毫米FMJ尖头弹裝在弹夹裏。

## 圖書
- Jones, D. (2003). Crown Jewels: The Mauser in Sweden, Collector Grade Publications.
- Olsen, L. (1976). Mauser Bolt Rifles, Brownell's Publishing.
- Ball, R. (1996). Military Mausers of the World (4th ed.), Krause Publications.
- Kehaya, S. & Poyer, J. (2011). The Swedish Mauser Rifles (Rev., 3rd ed.), "For Collectors Only"' series, North Cape Publications.